# Allophylus vestitus
Allophylus vestitus är en kinesträdsväxtart som beskrevs av Frances G. Davies. Allophylus vestitus ingår i släktet Allophylus och familjen kinesträdsväxter. Inga underarter finns listade i Catalogue of Life.